# Митыпов, Владимир Гомбожапович
Владимир Гомбожапович Митыпов (2 июня 1940, Чита — 11 декабря 2023, Улан-Удэ) — советский, российский, бурятский писатель-фантаст. Народный писатель Бурятии, заслуженный работник культуры РСФСР и Бурятской АССР.

## Биография
Родился 2 июня 1940 года, в городе Чита.
Окончил геологический факультет Иркутского университета и Высшие литературные  курсы при Литературном институте им. М. Горького. Является председателем Бурятской ассоциации жертв политических репрессий. Ему присвоено звание народного писателя Бурятии. Член Союза писателей России. Жил в Улан-Удэ.
Первая научно-фантастическая публикация — повесть «Зелёное безумие Земли» (1966, 1969).
Исторические произведения Митыпова — повесть «Ступени совершенства» (1969), роман «Долина бессмертников» (1975) — так же ассоциированно связаны с научной фантастикой. Древний Египет и держава хунну реконструированы в них воображением писателя-фантаста.
Его перу принадлежат известная повесть «Инспектор золотой тайги» и повесть для детей «Мамонтёнок Фуф».
Книги В. Митыпова переведены на английский, болгарский, венгерский, грузинский, китайский, корейский, монгольский, немецкий, польский, сербско-хорватский, словацкий, французский, чешский, японский языки.
Скончался 11 декабря 2023 года на 84-м году жизни.

## Экранизация
В 1985 году по повести писателя «Инспектор золотой тайги» на киностудии «Мосфильм» кинорежиссёром Арья Дашиевым снят художественный фильм «Утро обречённого прииска».